# シャイニング&ザ・ダクネス
『シャイニング&ザ・ダクネス』 (SHINING AND THE DARKNESS) は、1991年3月29日に日本のセガ・エンタープライゼスから発売されたメガドライブ用ロールプレイングゲーム。日本国外では『Shining in the Darkness』のタイトルで発売された。
同社の『シャイニング・シリーズ』の第1作目。主人公を操作して行方不明となったクレア王女と護衛の騎士モトレードを捜し出すため、いにしえの神殿へと侵入する内容となっている。3人パーティー制の3DダンジョンRPGで、随所にアニメーション処理が盛り込まれているほか、十字ボタンの上下左右にそれぞれコマンドが割り振られている事を特徴としている。
2007年にWii用ソフトとしてバーチャルコンソールにて配信された他、2011年にWindows用ソフトとしてSteamにて配信、2018年にはLinuxおよびMacintosh用ソフトとしてSteamにて配信された。また、欧米ではPlayStation 3およびXbox 360用ソフト『ソニック アルティメット ジェネシスコレクション』（2009年）に収録された。
メガドライブ版はゲーム誌『ファミコン通信』の「クロスレビュー」にてシルバー殿堂を獲得した。

## システム
オーソドックスな3Dダンジョン型ロールプレイングゲームであるが、前述のとおり随所に盛り込まれたアニメーション処理と、独特のインターフェイスが特徴である。魔法に関しては攻撃魔法、回復魔法、ダンジョンからの帰還魔法などが備えられているが、多くのものに「レベル」が設定されており、キャラクターの成長に応じて、同じ魔法でも強力なものとなっていく。
冒険の拠点となる町の方は、武器屋、防具屋、道具屋、教会(死者の復活などを行える)などが用意されているが、画面はさも主人公が町の中央に立ち360度を見渡すように、左右にスクロールする。また、酒場では様々な人物から情報を収集できる。

## ストーリー
ストームサング王国の古の神殿で、クレア王女と護衛の騎士モトレードが行方不明となってしまった。モトレードの息子であり、新米の戦士でもある主人公は、その捜索隊への参加を願い出、いにしえの神殿へと突入する。

## キャラクター
主人公
王宮の新米戦士。パーティーの直接攻撃の要。その素質は父をも凌ぐほどと評されている。
ビルボ
ホビット族の見習い僧侶で、主人公の幼なじみ。回復魔法を使いこなすほか、ある程度の直接攻撃力も持つ。
マーリン
エルフ族の魔法使いで、主人公の幼なじみ。攻撃魔法を使いこなすが、直接攻撃は苦手。
メフィスト
謎の魔法使い。王女クレアを拉致し、ストームサング王国に敵対する。
その正体は意外な所にいる人物だった。
海外版では名前がダークソル（DarkSol）に変更されており、後のシャイニングフォースシリーズではこの名称で統一されている。
ハッシュ・ザ・キリー
酒場にいる隻眼の冒険者。紳士的な態度で主人公にアドバイスを与える。途中でどこかに消えてしまう。
メガドライブFANで本編の前史として連載されていた外伝漫画『ドゥーム・ブレイド』では主人公を勤めており、かつては無口で荒々しい性格だった模様。
カムジン
賞金稼ぎ。マーリンとぶつかったうえに悪態をついたことにより、怒ったマーリンにスロウの魔法をかけられて、ダンジョン中で遭難してしまう。

## 開発
開発はクライマックスが行い、プロデューサーおよびシナリオは『ドラゴンクエストシリーズ』を手掛けた高橋宏之、ディレクターは『ドラゴンクエストシリーズ』を手掛けた内藤寛、音楽はゲームアーツから発売されたパソコン用ソフト『ファイアーホーク』（1989年）を手掛けた吉村政彦、美術はキングレコードから発売されたファミリーコンピュータ用ソフト『ジーザス』（1989年）を手掛けた吉田英博と後に同社の『ランドストーカー 〜皇帝の財宝〜』（1992年）などを手掛けた玉木美孝が担当している。
ディレクターの内藤寛は、中学生のころにジェットコースターに乗る様子を一人称で表現した映像を見たことがきっかけで3Dおよび3D迷路に対するあこがれが芽生えたのち、PC-6001用ソフト「クエスト」（『オリオン／クエスト』収録）に衝撃を受け、自分でもあのようなゲームを作りたいと考えるようになったと『Beep21』とのインタビューの中で語っている。
「クエスト」との出会いののち、内藤はアルバイト先のソフトハウスで念願のMSX用3D迷路ゲーム『ミッドナイトブラザーズ』を作り上げる。その後、独立した内藤は最初のゲームとして、『ミッドナイトブラザーズ』よりも表現力を上げた3D迷路ゲームを作ろうと考え、今までやりたかったことを作品に取り入れた。ただし、計算上の仮組みがないため、実際に組み込んでアニメーションを起こしたところ、角度がおかしくなるといったトラブルも頻発した。

## 他機種版
| No. | タイトル                                                                | 発売日                                           | 対応機種                                           | 開発元                 | 発売元 | メディア | 型式                                                                           | 備考 |
| --- | ----------------------------------------------------------------------- | ------------------------------------------------ | -------------------------------------------------- | ---------------------- | ------ | --- | ------------------------------------------------------------------------------ | ---- |
| 1   | シャイニング&ザ・ダクネス Shining in the Darkness                       | 2007年6月12日 2007年8月13日 2007年9月7日         | Wii                                                | クライマックス         | セガ   | ダウンロード （バーチャルコンソール）                                                                                    | MA7J MA7E MA7P                                                                 |      |
| 2   | Sonic's Ultimate Genesis Collection SEGA Mega Drive Ultimate Collection | 2009年2月10日 2009年2月20日                      | PlayStation 3 Xbox 360                             | Backbone Entertainment | セガ   | BD-ROM DVD-ROM | PS3: BLUS-30259 BLES-00475 X36: 68034 384-40210                                |      |
| 3   | Shining in the Darkness                                                 | 2011年1月26日                                    | Windows                                            | クライマックス         | セガ   | ダウンロード (Steam) | 71161                                                                          |      |
| 4   | Sega Genesis Classics                                                   | 2018年5月29日 Switch 2018年12月7日 2018年12月6日 | Linux macOS PlayStation 4 Xbox One Nintendo Switch | d3t セガ               | セガ   | ダウンロード (Steam、PlayStation Store、 Microsoft Store、 ニンテンドーeショップ) BD-ROM Nintendo Switch専用ゲームカード | PS4: CUSA-10828 CUSA-09771 XBO: INL-SE10663080 Switch: HAC-P-AQGKB HAC-P-AQGKA |      |
| 5   | Shining Force Classics                                                  | INT 2018年9月20日                                | iOS Android                                        | クライマックス         | セガ   | ダウンロード | -                                                                              |      |
| 6   | シャイニング&ザ・ダクネス                                               | INT 2022年10月27日                               | メガドライブ ミニ2 SEGA Genesis Mini 2             | エムツー               | セガ   | プリインストール | HAA-2524 MK-16310                                                              |      |

## スタッフ
- 製作・脚本：高橋宏之
- 特撮監督・音響効果：田口泰宏
- 助監督：田川佳紀
- 美術・設計：吉田英博
- 設定・イメージボード：玉木美孝
- 音楽：吉村政彦
- 美術協力：石松龍太郎
- 特殊技術：小寺春樹
- 監督総指揮：内藤寛
- 協力：有限会社メディアミクスチュア、株式会社マッドキャップ
- 制作・著作：セガ・エンタープライゼス
- 製作・企画：株式会社クライマックス

## 評価
- ゲーム誌『ファミコン通信』の「クロスレビュー」では8・9・8・6の合計31点（満40点）でシルバー殿堂入りを獲得[17][11]、レビュアーの意見としては、「コンピュータ側からの情報の出し方に、多少新し目の趣向がこらされてるけど、それほど革新的なものではない」などと評されている[17]。

- ゲーム誌『メガドライブFAN』の読者投票による「ゲーム通信簿」での評価は以下の通りとなっており、24.21点（満30点）となっている[1]。また、同雑誌1993年7月号特別付録の「メガドライブ&ゲームギア オールカタログ'93」では、敵の出現時や戦闘シーンでの魔法使用時などに挿入されるアニメーションが迫力があると肯定的に評価した他、キャラクターのレベル向上によって攻撃グラフィックが派手になる事に関して「ゲームを盛り上げる」と肯定的に評価した[1]。

| 項目 | キャラクタ | 音楽 | 操作性 | 熱中度 | お買得度 | オリジナリティ | 総合  |
| 得点 | 4.23       | 3.96 | 4.08   | 4.04   | 3.92     | 3.98           | 24.21 |

- ゲーム本『メガドライブ大全』（2004年、太田出版）では、操作性に関しては「バツグンに優れている」と絶賛したが、道中に苦労する部分が少なく決められたルートを進むだけでクリアができる事に関して「余韻もあとかたもナシ」と否定的に評価した[16]。